# Ливанов, Евгений Сергеевич

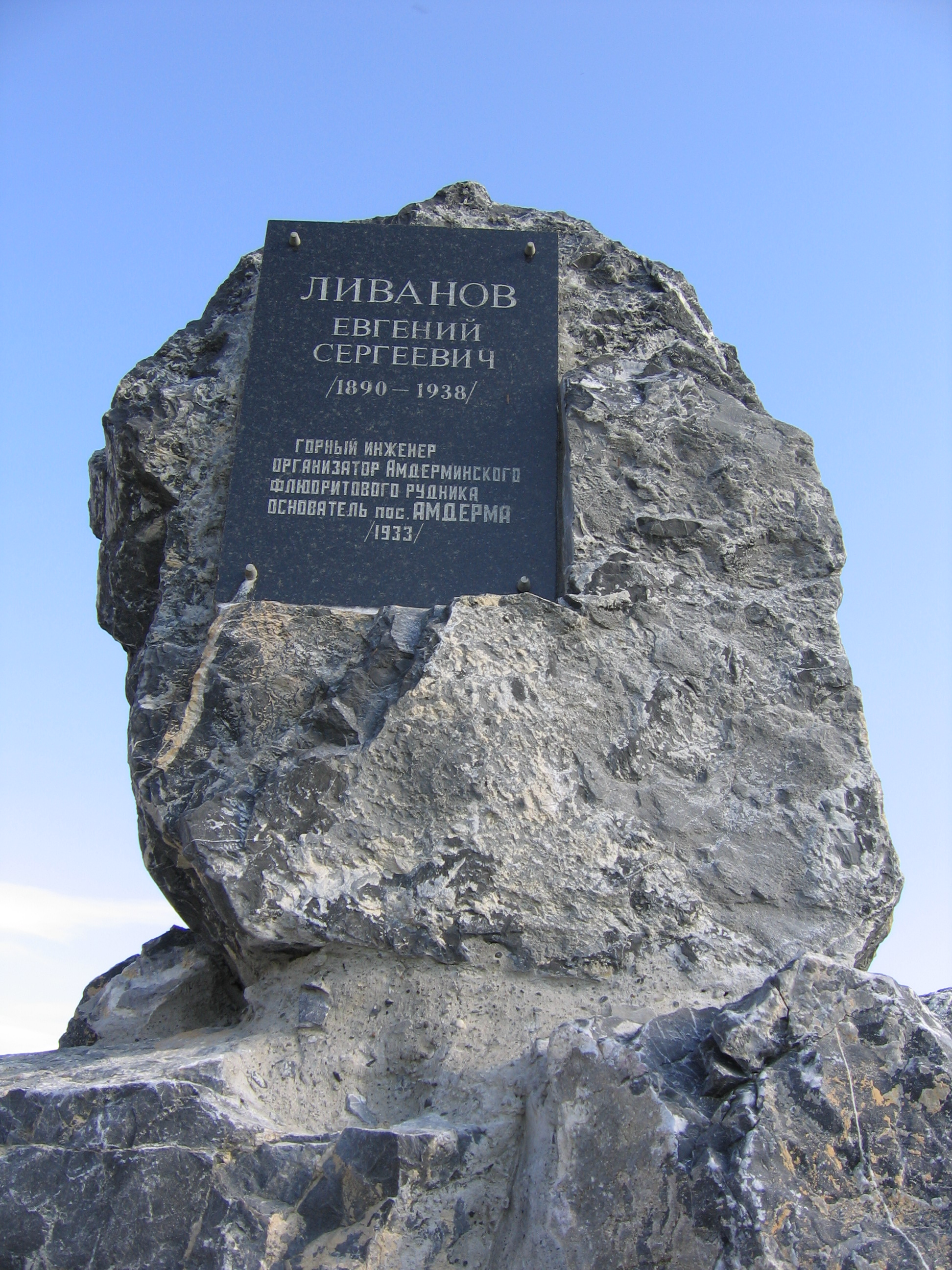
Памятник Евгению Ливанову в Амдерме, установленный в 2003 году

Евгений Сергеевич Ливанов (1890—1939) — советский горный инженер, заключённый, основатель посёлка Амдерма. Репрессирован и расстрелян.

## Биография
Родился в 1890 году в Сызрани Самарской губернии. За «контрреволюционную деятельность» отбывал срок на острове Вайгач.
9 июля 1933 года группа из 30 заключённых на мотоботе была доставлена в место, которое ненцы называли «амдерма», то есть «лежбище моржей». Называлось их предприятие также «Командировка Амдерма», целью его было наладить добычу флюорита в СССР, на ранее открытом П. А. Шрубко месторождении, и, тем самым, перестать закупать его за границей. Ливанов, тоже заключённый, возглавлял эту группу и руководил горными работами на руднике, а также созданием посёлка Амдерма, который первоначально был лагпунктом Вайгачской экспедиции ОГПУ.
В 1936 был досрочно освобождён.
17 декабря 1937 года арестован в Новосибирске, где проживал. 27 декабря по обвинению в «участии в контрреволюционной повстанческой организации» (ст. 58-2-10-11 УК РСФСР) приговорён к расстрелу.
8 января 1939 расстрелян. Похоронен в Новосибирске.
12 июня 1956 реабилитирован.

## Память
- памятник (памятный камень) в Амдерме
- в его честь назван мыс Ливанова